# Sirolimus
Sirolimus, syrolimus, dawn. rapamycyna – organiczny związek chemiczny, lek immunosupresyjny mający zastosowanie w transplantologii. Jest to antybiotyk makrolidowy, po raz pierwszy wyizolowany w 1975 roku z bakterii Streptomyces hygroscopicus, pochodzących z próbki ziemi pobranej w 1965 na Wyspie Wielkanocnej, która w językach polinezyjskich znana jest jako Rapa Nui (stąd dawna nazwa leku). W Stanach Zjednoczonych preparat sirolimusu został zatwierdzony i dopuszczony do sprzedaży jako lek przez Agencję Żywności i Leków (FDA) we wrześniu 1999. Od tego momentu jest dostępny pod nazwą handlową Rapamune, produkowany przez koncern farmaceutyczny Pfizer (wcześniej przez Wyeth). W przeciwieństwie do mającego podobną nazwę takrolimusu, sirolimus nie należy do inhibitorów kalcyneuryny.

## Mechanizm działania
Sirolimus działa na limfocyty T, hamując ich aktywację poprzez blokowanie wewnątrzkomórkowego przewodzenia sygnałów zależnego i niezależnego od jonów wapnia. Wiąże się z białkiem cytozolowym FKPB-12, przez co inaktywuje kinazę mTOR. Powoduje to zahamowanie aktywacji limfocytów i odczynów immunologicznych (w tym również reakcji odrzucania przeszczepów).

## Wskazania
- Zapobieganie ostremu odrzucaniu przeszczepów nerek – w skojarzeniu z cyklosporyną i glikokortykosteroidami
- Stosowany w stentach powlekanych (ang. drug-eluting stents), w których – jak wykazały badania na modelach zwierzęcych – działa jako inhibitor proliferacji miocytów gładkich[7] i ich migracji[8]. W dużych badaniach klinicznych wykazano, że stenty powlekane sirolimusem poprawiają, w porównaniu ze zwykłymi stentami, odległe wyniki angioplastyki tętnic wieńcowych, zapobiegając restenozie (powodującej klinicznie istotne zwężenie światła tętnic wieńcowych po angioplastyce przy użyciu zwykłych stentów). Badanie RAVEL dowiodło spadku częstości restenozy do 0% w grupie pacjentów poddanych angioplastyce z użyciem stentów powlekanych sirolimusem wobec 26,6% w grupie kontrolnej[9]. W badaniu SIRIUS częstość restenozy w grupie pacjentów, u których zastosowano stenty z sirolimusem, wyniosła 3,2% w porównaniu z 35,4% w grupie kontrolnej. Restenoza była bardziej nasilona w podgrupie pacjentów z cukrzycą i występowała u 18% pacjentów ze stentami z sirolimusem i u 51% w grupie kontrolnej[10].
- W maju 2015 roku amerykańska Agencja Żywności i Leków zatwierdziła sirolimus jako środek stosowany w leczeniu limfangioleiomiomatozy (LAM), rzadkiej, postępującej chorobie płuc, która dotyka przede wszystkim kobiety w wieku rozrodczym[5].

### Leczenie progerii
W 2009 wykryto, że sirolimus powoduje wydłużenie życia ssaków. W związku z tym trwają prace, by wykorzystać go w leczeniu progerii. W badaniach in vitro wykazano, że sirolimus zmniejsza poziom nieprawidłowej laminy A, której znaczną ilość obserwuje się u chorych na progerię. Jednocześnie wykryto, że zmniejsza on ryzyko chorób w pokoleniu pochodzącym od starych rodziców.

## Przeciwwskazania
- nadwrażliwość na lek
- nie zaleca się podawania leku u chorych po przeszczepieniu płuca i wątroby

## Działania niepożądane
- torbiele limfatyczne
- upośledzone gojenie ran
- obrzęki
- zakażenia
- posocznica
- tachykardia
- bóle brzucha
- biegunka
- zapalenie błony śluzowej jamy ustnej
- niedokrwistość
- małopłytkowość
- leukopenia
- zespół hemolityczno-mocznicowy
- hipercholesterolemia
- hipertrójglicerydemia
- hipokaliemia
- zwiększona aktywność dehydrogenazy mleczanowej
- zaburzenia czynności wątroby
- bóle stawów
- martwica kości
- krwawienia z nosa
- zapalenie płuc
- trądzik
- osutki
- zakażenia układu moczowego
- odmiedniczkowe zapalenie nerek
- zapalenie trzustki
- chłoniaki

Sirolimus zwiększa możliwość wystąpienia nowotworów (głównie chłoniaków i nowotworów skóry)

## Stosowanie w trakcie ciąży i karmienia
Kategoria C. Nie należy stosować w okresie karmienia piersią. W trakcie leczenia i w ciągu trzech miesięcy po zakończeniu terapii pacjentki powinny stosować skuteczne metody antykoncepcji.

## Preparaty
- Rapamune